# Fruktbarhetsrit
En fruktbarhetsrit är en religiös ritual som utförs för att öka någots fruktbarhet. Fruktbarhetsriter förekommer i flera primitiva religioner men ej i kristendomen, judendomen eller i islam. De har ofta sexuella moment eller anspelningar.
I den nordiska mytologin var det asen Frej som fruktbarhetsriter utfördes för.